# ليني فون غرافينيتز
ليني فون غرافينيتز (بالإنجليزية: Lennie von Graevenitz)‏ (3 يناير 1935 – 2010) هو ملاكم جنوب أفريقي راحل، مثّل بلاده في الألعاب الأولمبية الصيفية 1952.

## روابط خارجية
ليني فون غرافينيتز على موقع أوليمبيديا (الإنجليزية)